# Premis Hans Christian Andersen
Els premis Hans Christian Andersen són els guardons internacionals més prestigiosos de literatura infantil creats per l'Organització Internacional pel Llibre Juvenil (IBBY). Els premis s'atorguen cada dos anys a un autor i a un il·lustrador que estiguin vius en reconeixement de la seva obra completa que representa una contribució significativa a la literatura infantil i juvenil.
Els premis deriven del nom de l'escriptor danès Hans Christian Andersen i els guanyadors reben una medalla d'or i un diploma de mans de la reina de Dinamarca.

## Escriptors
- 1956 Eleanor Farjeon (Regne Unit)
- 1958 Astrid Lindgren (Suècia)
- 1960 Erich Kästner (Alemanya)
- 1962 Meindert DeJong (Estats Units)
- 1964 René Guillot (França)
- 1966 Tove Jansson (Finlàndia)
- 1968 James Krüss (Alemanya) i José María Sánchez Silva (Espanya)
- 1970 Gianni Rodari (Itàlia)
- 1972 Scott O'Dell (Estats Units)
- 1974 María Gripe (Suècia)
- 1976 Cecil Bødker (Dinamarca)
- 1978 Paula Fox (Estats Units)
- 1980 Bohumil Riha (Txecoslovàquia)
- 1982 Lygia Bojunga Nunes (Brasil)
- 1984 Christine Nöstlinger (Àustria)
- 1986 Patricia Wrightson (Australia)
- 1988 Annie M. G. Schmidt (Països Baixos)
- 1990 Tormod Haugen (Noruega)
- 1992 Virginia Hamilton (Estats Units)
- 1994 Michio Mado (Japó)
- 1996 Uri Orlev (Israel)
- 1998 Katherine Paterson (Estats Units)
- 2000 Ana Maria Machado (Brasil)
- 2002 Aidan Chambers (Regne Unit)
- 2004 Martin Waddell (Irlanda)
- 2006 Margaret Mahy (Nova Zelanda)
- 2008 Jürg Schubiger (Suïssa)
- 2010 David Almond (Regne Unit)
- 2012 María Teresa Andruetto (Argentina)
- 2014 Nahoko Uehashi (Japó)
- 2016 Cao Wenxuan (Xina)
- 2018 Eiko Kadono (Japó)
- 2020 Jacqueline Woodson (Estats Units)

## Il·lustradors
- 1966 Alois Carigiet (Suïssa)
- 1968 Jiří Trnka (Txecoslovàquia)
- 1970 Maurice Sendak (Estats Units)
- 1972 Ib Spang Olsen (Dinamarca)
- 1974 Farshid Mesghali (Iran)
- 1976 Tatjana Mawrina (Unió Soviètica)
- 1978 Svend Otto S. (Dinamarca)
- 1980 Suekichi Akaba (Japó)
- 1982 Zbigniew Rychlicki (Polònia)
- 1984 Mitsumasa Anno (Japó)
- 1986 Robert Ingpen (Australia)
- 1988 Dusan Kállay (Txecoslovàquia)
- 1990 Lisbeth Zwerger (Àustria)
- 1992 Kveta Pacovská (República Txeca)
- 1994 Jörg Müller (Suïssa)
- 1996 Klaus Ensikat (Alemanya)
- 1998 Tomi Ungerer (França)
- 2000 Anthony Browne (Regne Unit)
- 2002 Quentin Blake (Regne Unit)
- 2004 Max Velthuijs (Països Baixos)
- 2006 Wolf Erlbruch (Alemanya)
- 2008 Roberto Innocenti (Itàlia)
- 2010 Jutta Bauer (Alemanya)
- 2012 Peter Sis (República Txeca)
- 2014 Roger Mello (Brasil)
- 2016 Rotraut Susanne Berner (Alemanya)
- 2018 Ígor Oléinikov (Rússia)
- 2020 Albertine (Suïssa)